# 成都平原城市群轨道交通
成都平原城市群轨道交通为中华人民共和国四川省成都平原都市圈的快速轨道交通网络，是成都平原都市圈多层次轨道交通系统的组成部分。该系统由成都地铁线网规划中的部分远郊线路演变而来，采用地铁制式，由成都轨道交通集团主导建设运营，连接成都市二、三圈层县（市、区）以及毗邻成都的德阳市、眉山市、资阳市。线网在成都市内与成都地铁系统实现换乘，并在部分线路上预留直通运营条件。成都平原城市群轨道交通已有S3资阳线、S5眉山线、S11德阳线、S13龙泉至天府机场线四条线路获批，总长度约218km。

## 历史

### 初步线网总体规划阶段
成都轨道交通2018版规划中，因国务院52号文对于新建城市轨道交通的审批限制，部分原规划远郊地铁线路更改编号为S线，即市域铁路。此阶段共规划12条市郊铁路，编号S1-S12。这是成都平原城市群轨道交通首次出现在成都轨道交通规划中。

### 首批实施建设阶段
- 2020年，S3资阳线依据《成渝地区城际铁路规划（2015~2020年）》开工建设。[2][3]
- 2021年，《成渝地区双城经济圈多层次轨道交通规划》印发，S5眉山线、S11德阳线、S13龙泉至天府机场线获批并进入实际推进阶段。[1]
- 2022年，S5眉山线开工建设。
- 2023年，S11德阳线开工建设。

## 线路
截至2021年末，成都平原城市群轨道交通共有四条线路，共计约218km，获批进入实际推进阶段。已获批线路分别连接成都中心城区、天府新区与资阳市、眉山市、德阳市、东部新区和天府国际机场，且均与成都地铁既有其他线路实现换乘。
| 线路  | 起迄站 （行政区划）   | 起迄站 （行政区划）                 | 开工 时间 | 计划开通 运营时间 | 长度 （公里） | 车站 数量 | 最高时速 （公里/小时） | 全程运行时长 （分钟） | 车辆编组         | 备注 |
| ----- | --------------------- | ----------------------------------- | --------- | ----------------- | ------------- | --------- | ---------------------- | --------------------- | ---------------- | ---- |
| S3线  | 福田 (成都市东部新区) | 资阳北站 (资阳市雁江区)             | 2020年    | 2024年9月29日     | 39            | 7         | 160                    | 26                    | 4节编组市域A型车 |      |
| S5线  | 红莲 (成都市天府新区) | 眉山东站 (眉山市东坡区)             | 2022年    | 2026年            | 59            | 13        | 160                    |                       | 4节编组市域A型车 |      |
| S11线 | 韦家碾 (成都市金牛区) | 德阳站 (德阳市旌阳区)               | 2023年    | 2026年            | 70            | 16        | 160                    |                       | 4节编组市域A型车 |      |
| S13线 | 龙安 (成都市龙泉驿区) | 天府机场3号4号航站楼 (成都市简阳市) | 未定      | 未定              | 51            | 12        |                        |                       |                  |      |

### S3资阳线
S3资阳线西起成都地铁18号线福田站，经简阳市进入资阳市，经临空经济区和资阳市区到达成渝客专资阳北站，并计划在未来建设至天府机场3号4号航站楼站联络线。线路全长38.7km，其中高架和地面线28.28km，地下线10.42km，计划投资149亿元人民币。线路设计时速140km/h，预留提速到160km/h条件，采用4节编组市域A型车。S3线于2024年9月29日建成通车。

### S5眉山线
S5眉山线北起成都地铁19号线红莲站，经成都科学城、天府文创城进入眉山市，经视高、黑龙滩、岷东新区，南至眉山市东坡区。线路全长56km，计划投资127亿元人民币。S5眉山线计划2022年开工，2026年通车。

### S11德阳线
S11德阳线南起成都地铁1号线韦家碾站，经金牛区、新都区、彭州市濛阳街道进入德阳市，经广汉市三星堆、天府旌城、德阳市区至铁路德阳站，线路全长70km，计划投资187亿元人民币。

### S13龙泉至天府机场线
S13龙泉至天府机场线西起成都地铁13号线龙安站，经龙泉驿区、简阳市简州新城、空港新城至成都天府国际机场。线路全长51km，计划投资149亿元人民币。

## 车辆
成都平原城市群轨道交通系统采用与地铁相似的技术平台，主要基于市域A型车，便于与既有地铁快线贯通运行。
规划建设较早的S3线采用4节编组市域A型车，供电制式AC25kV，设计最高时速140km/h，预留提速到160km/h条件，与成都地铁快线网络保持一致。
中车四方与中车长客也都为成都平原城市群轨道交通研发了时速160km/h、具备GoA4级别全自动无人驾驶能力的市域A型车辆。其中，中车四方在成都地铁17、18号线车辆基础上改进优化头型，8节编组额定载客量2062人，超员载客量2620人。列车可实现4/6/8节灵活编组和两列4编组列车重联运行。列车还提升了密闭性和旅客界面，更加适应市域旅行需要。中车长客则基于CR400BF“复兴号”高速动车组部分技术，共用断面结构、头型设计等，设计制造了以“太阳神鸟”为主题的市域A型列车，8节编组最大载客量达2966人。两款列车都具备5G车地通信能力，并可与市域线路相连的地铁线路贯通运行。

## 运营
根据成都市政府与资阳市、德阳市、眉山市签订的共建共管协议，成都平原城市群轨道交通由成都轨道交通集团牵头，成立各线所涉及跨市轨道交通公司进行管理。其中，S3线属成资轨道交通有限公司、S5线属成眉轨道交通有限公司、S11线属成德轨道交通有限公司。具体票务、价格、经营成本、管辖范围等则由各运营主体协商确定。

## 未来发展
根据成都市规划和自然资源局发布的《成都市城市轨道交通线网规划》（2021版），成都平原城市群轨道交通远期（2035年）规划建设7条线路，远景（2050年）规划建设19条线路。成都平原城市群轨道交通（S线）将与成都地铁（数字编号）普线及快线、东部新区轨道交通（D线）共同组成远期1666km，远景2382km的多层次城市轨道交通网。
- S1号线：原34号线。自新都区S11线斑竹园站向东与5号线柏水场站、27号线兴城大道站换乘后，转向北经新都老城区、向东北至青白江区、金堂县，终于金堂栖贤街道金堂东站（换乘西成第二高速铁路、成都至三台城际、S2线），设置车站20座，全长约33.5公里[11]；远期延伸德阳市中江县凯州新城。全线约48公里，估算总投资约190亿元。[12]
- S2号线：原24号线。从金堂县栖贤街道金堂东站向东南方向穿越龙泉山，连接淮州新城、简州新城、东部新区站、天府机场空港站、空港新城，在三岔站与18号线换乘，止于简阳市龙云站，线路长约92.8km。设车站17座，平均站间距5.75km。该线路曾编制预可研报告，纳入《成都市城市建设“十四五”规划重大项目》，但未被国家发改委纳入2021年12月10日印发的《成渝地区双城经济圈多层次轨道交通规划》。[13][14][11]
- S4号线：原38号线。起于龙泉驿区17号线远期东端终点站香炉山站，向东后穿越龙泉山后至淮州新城，止于成都外环铁路淮州新城站，全线设站点8个，全长约36公里。[11]
- S6号线：原12号线蒲江支线。起于10号线远期南端终点站高大路站，终于成蒲铁路蒲江站。[15]
- S7号线：原12号线邛崃支线。自天府新区天府站出发到达邛崃，终于成蒲铁路邛崃站。该线路曾编制预可研报告，但因沿线客流、城市发展及成蒲铁路运能等因素，未被国家发改委纳入2021年12月10日印发的《成渝地区双城经济圈多层次轨道交通规划》。[15][16][17]
- S8号线：原12号线大邑支线。起于20号线远期南端终点站（站名不明；可换乘20号线及S7线），终于成蒲铁路大邑站。[15]
- S9号线：原37号线。自温江区19号线金星站出发到达都江堰，终于成灌铁路都江堰站。[15]
- S10号线：原35号线。由新都区23号线远期北端终点（站名不明；可换乘23号线和S1线）起始连接彭州、新都和青白江，并计划远期延伸至广汉及德阳市区。[15]
- S12号线：原36号线。自成华区9号线和17号线威灵站出发连接青白江区，并计划远期延伸至广汉。[18]
- S19号线：原23号线。自明光站向西延伸，连接成都市温江区和崇州市。
- D4号线：起于淮口南站，向南经国际职教城后进入简阳市境内，止于简州新城东部新区疾驰街站接S13号线。[11]